# Дезидерий Лангрский
Дезидерий Лангрский (итал. Desiderio di Langres; Генуя, IV век — Лангр, IV век) — святой епископ Лангрский, священномученик. День памяти — 23 мая.
Святой Дезидерий родился неподалёку от Генуи, в селе Бавари. Он был третьим епископом Лангра, что во Франции. Св.Афанасий Александрийский указывает на него как на участника Сардикийского собора 343 года. Он также появляется на Кёльнском соборе 346 года. Во время вторжений варваров (355—357) он был обезглавлен в 355 году нашей эры вандалами. Однако его тело подняло голову и вернулось в город Лангр (кефалофория).
Святой Дезидерий почитается защитником учителей и крестьян. Он также является покровителем Ассаго, Кастельнуово-Скривия, Бриньяно-Фраската и Лангр.
В Средние века его путали со святым Дезидерием Вьеннским.
Согласно римскому мартирологу от 23 мая
Presso Langres nella Gallia lugdunense, ora in Francia, passione di san Desiderio, vescovo, che, come si tramanda, vedendo il suo popolo oppresso dai Vandali, si recò dal loro re per supplicarlo, ma, per ordine di costui, fu immediatamente sgozzato, offrendosi serenamente per il bene del gregge a lui affidato.